# 蘇薌雨
蘇薌雨（1902年9月11日—1986年6月25日），名維霖，以字行。外文拚音 Hsiang-yu Su 及 Weilin Su，新竹市人。北京大學哲學系畢業、東京帝國大學大學院肄業。曾在校師承李大釗、蔡元培、李石曾、陳大齊等，戰後隨國府返臺，任行政長官公署參議，並受聘為國立臺灣大學哲學系正教授，主持哲學系心理學研究室，後任臺灣大學心理學系創系主任兼圖書館館長，為臺灣心理學及哲學學者。

## 生平
1902年9月11日出生於新竹北門外沙崙（舊名蘆竹湳）。幼時就讀新竹公學校，畢業後次年錄取臺北商工學校商科。1921年赴日東京正則補習學校備考，唯因旨趣不合，遂改赴中國南京暨南學校隨班補習，1922年秋入學北京大學預科，在京兩年期間深受蔡元培、李石岑李石岑、李大釗等哲學系教授感召，兩年後入學北京大學哲學系。蘇氏備受五四運動之影響，積極鼓吹白話文，提倡新文學，經常在《臺灣民報》紹介中國文學革命作品。1925年孫文病逝於北京時則同洪炎秋等以北大臺灣學生會名義祭悼。1927年曾與臺灣同鄉張我軍、洪炎秋、宋文瑞、吳敦禮等創辦《少年臺灣》，隔年畢業則先後任教於暨南大學中學部、河北省第四師範學校、北平市立一中學。1935年入日本東京帝國大學大學院心理學研究所進修，兩年後返中適逢七七事變則遂攜眷逃離北京。戰時擔任孫連仲帥第一集團軍、陸軍第31師師長池逢成顧問，參與台兒莊之役大捷，然奉命陪同落軍團離魯南回漢口時遭日軍包圍，傷亡慘重。蘇氏倖免於難並轉任漢口中央宣傳部國際宣傳處日本科。1939年自重慶遷至桂林任廣西省戰區司令部政治部，先後任遷至廣西的江蘇省立教育學院教授兼國民中學教育訓練班主任導師、國立廣西大學教授、廣西省立醫院訓導主任、廣西大學一年級主任兼分部副主任等。
戰後隨國府返臺任行政長官公署參議，並於1946年夏，在堂兄蘇維梁和陳儀親信范壽康幫助下受陸志鴻校長應聘為臺灣大學文學院哲學系教授講授心理學並兼任註冊組長。時任臺灣大學哲學系主任方東美，見臺北帝國大學心理學研究室遺留心理學書籍4000冊，學報1500冊，實驗儀器150件，遂提議蘇氏主持哲學系心理學研究室並籌辦心理學系，當時與臺灣實驗心理學奠基者鄭發育同事。1949年臺灣大學心理學系成立，蘇氏被推為系主任，隨即任為臺灣大學圖書館館長，致力於網羅專業師資如陳大齊、鄭發育與湯冠英等教授，並提升專業能力，曾於1940年6月至1956年6月間赴美哥倫比亞大學圖書館研究所研究三學期，選習圖書館學課程並積極辦理國際交換，編製各館及院系聯合目錄，刊行琉球《歷代寶案》手抄本等。蘇氏在二十六年的臺灣大學教授生涯中，任心理學系系主任二十年，且圖書館長二十三年，1969年因心臟病發辭去心理學系主任，三年後退休並辭去臺灣大學圖書館長及中國心理學會理事長一職。1986年6月25日病逝臺大醫院。

## 理論與主張
蘇薌雨赴京就讀哲學時受五四運動影響，鼓吹白話文，主張中國白話文做為臺人書寫系統，並受胡適、陶行知、金岳霖等實用主義者影響，專研發展及教育心理學，著有《心理學原理》、《心理學新論》、《心理學新論增訂本》等。與楊國樞等後進有亦師傅亦友的關係。

## 著作
列表為蘇薌雨著作：

### 著書
- 1950《心理學講話》。臺北：教育部社會教育司。
- 1951《國立臺灣大學圖書館概況》（蘇薌雨編）。臺北：國立臺灣大學圖書館。
- 1954《心理學原理》。臺北：中華文化出版事業委員會。
- 1955《教育社會學》。北平：人人書店。
- 1972《心理學新論》。臺北：大中國。
- 1979《三友集》（與葉榮鐘、洪炎秋合撰）。臺中：中央書局。
- 1989《日據時代臺灣共產黨史》（與葉榮鐘、洪炎秋合著）。臺北：前衛出版。
- 1990《心理學拓荒者》（張德南等執行編輯）。新竹：新竹市政府、竹塹文化資產叢書。
- 2008《醫學心理》。臺北：水牛文化。

### 篇章論文
- 1922〈我的婦女觀〉，《中國與南洋》，卷3期7，頁23-25。
- 1924〈二十年來的中國古文學及文學革命的略述〉，《臺灣民報》，卷2期10，頁5。
- 1924〈婦人問題：我的婦女觀〉，《臺灣民報》，卷2，期17，頁9-11。
- 1924〈雜錄：北京學派界與直隸派〉，《臺灣民報》，卷2期13，頁9-10。
- 1924〈論說：來年之印度詩人太戈爾〉，《臺灣民報》，卷2期12，頁 7。
- 1927〈停滯的社會同文化〉，《現代評論》，卷5期121，頁10-13。
- 1927〈民眾運動的領袖問題（上）〉，《臺灣民報》，版07［1927-10-30］。
- 1927〈民眾運動的領袖問題（下）〉，《臺灣民報》，版07［1927-11-06］。
- 1927〈歸臺印象（一）〉，《臺灣民報》，版07 ［1927-11-20］。
- 1927〈歸臺印象（二）〉，《臺灣民報》，版07 ［1927-11-2］。
- 1928〈歸臺印象（三）─娼妓與麻將問題（上）〉，《臺灣民報》，版08［1928-01-08］。
- 1928〈歸臺印象（四）─娼妓與麻將問題（下）〉，《臺灣民報》，版08［1928-01-15］。
- 1928〈不平等條約與中國（上）〉，《臺灣民報》，版07 ［1928-02-12］。
- 1928〈不平等條約與中國（下）〉，《臺灣民報》，版08 ［1928-03-04］。
- 1928〈北國哀音〉，《臺灣民報》，版09 ［1928-02-19］。
- 1928〈歸臺印象（七）〉，《臺灣民報》，版07 ［1928-06-03］。
- 1928〈歸臺印象（八）〉，《臺灣民報》，版08 ［1928-06-17］。
- 1937〈中日戰爭之面面觀〉，《滇黔》，卷3期3，頁 8-10。
- 1937〈中日戰爭之面面觀〉（林逸、王靖國 記），《中華週刊》，期596，頁1-3。
- 1939〈日本戰時體制之檢討〉，《建設研究》，卷2期1，頁48-55。
- 1939〈日本戰時食糧缺乏之嚴重性〉，《國民公論（漢口）》，卷2 期12，頁419-421。
- 1939〈日本戰時財政經濟危機之發展（附表）〉，《建設研究》，卷2期3，頁32-38。
- 1940〈一九三九年日本之泥腳〉，《朝鮮義勇隊通訊》期31，頁7-9。
- 1940〈從阿部內閣到米內內閣〉，《國民公論（漢口）》，卷3期4，頁123-126。
- 1940〈歐戰與日本經濟〉，《建設研究》，卷3期2，頁53-59。
- 1940〈歐戰發生後日本外交路線之論戰 〉，《建設研究》，卷2期5，頁47-53。
- 1940〈近衛再度組閣及其基本政策〉，《國民公論（漢口）》，卷4期4，頁141-146。
- 1940〈戰時英法德經濟力之檢討〉，《國民公論（漢口）》，卷3期7，頁215-221。
- 1940〈倭重臣層與軍部法西斯?爭之剖析〉，《新力》，卷5期3，頁9-10。
- 1940〈敵國動態_米內登臺後之敵國情勢〉，《抗戰時代》，卷1期11-12，頁28-31。
- 1941〈從“東亞新秩序”到“大東亞共榮圈”〉，《民族文化》，期3，頁3-6。
- 1941〈日本南進之面面觀（附表）〉，《建設研究》，卷5期1，頁69-84。
- 1941〈國民中學九十分鐘教學之瞻察（附圖）〉，《建設研究》，卷6期2，頁47-52。
- 1941〈敵人對我抗戰實力之新認識〉，《前鋒》，期2，頁10-11。
- 1943〈大學教育的幾個問題〉，《時與潮副刊》，卷2期5，頁31-33。
- 1943〈文化建設應有之基本認識〉，《建設研究》，卷9期1，頁57-60。
- 1943〈論學術研究與科學方法（附表）〉，《建設研究》，卷9期2，頁 66-74。
- 1944〈戰時士兵心理病之分析〉，《建設研究》，卷9期4，頁91-93。
- 1948〈學問的態度〉，《國立臺灣大學校刊》，期9，頁6。
- 1955〈科學與人生：自然科學的驕兒--心理學〉，《中國一周》，期265，頁17。
- 1963〈挫折與攻擊假說之批判〉，《中華心理學刊》，期5，頁19-26。
- 1967〈臺大圖書館的發展〉，《圖書館學刊》，期1，頁7-11。
- 1967〈國立臺灣大學圖書館之發展及藏書概況〉，《書和人》，期58。臺北：國語日報社。
- 1974〈自我概念協合度與少年犯罪之關係〉（蘇薌雨、楊國樞合著），《心理學刊》，期６。
- 1975〈祖國廿五年回憶錄─上〉，《傳記文學》，卷27期2，頁75-80。
- 1975〈祖國廿五年回憶錄─下〉，《傳記文學》，第27期1，頁23-28。
- 1976〈臺灣大學廿六年─上〉，《傳記文學》，第29期1，頁54-58。
- 1976〈臺灣大學廿六年─下〉，《傳記文學》，第29期2，頁99-102。
- 1979〈臺灣大學二十六年〉（與葉榮鐘、洪炎秋合著），《三友集》，頁68。臺中：中央書局。

### 編譯
- 1955《天工開物之硏究》（藪內清撰、蘇薌雨譯）。臺北：中華叢書委員會。

## 延伸閱讀
- 新竹市文化局，《人物誌─蘇薌雨[]》。
- 新竹市政府，《心理學拓荒者：蘇薌雨》，臺灣記憶。
- 教育部，《教育大辭書─蘇薌雨 （页面存档备份，存于）》。
- 中央研究院「日治臺灣哲學與實存運動」研究計畫，《日治時期臺灣哲學文獻清單列表 （页面存档备份，存于）》。
- 臺灣大學哲學系，《臺灣哲學研究資料庫 （页面存档备份，存于）》。
- 洪子偉，2016，〈日治時期臺灣哲學系譜與分期〉，洪子偉（編），《存在交涉：日治時期的臺灣哲學》，頁15-42。臺北：聯經。
- 蘇鄉雨敎授七十大壽紀念委員會，1969，《蘇維霖薌雨敎授七十大夀紀念專刊》。臺北：蘇鄉雨敎授七十大壽紀念委員會。
- 張德南等編，1990，《心理學拓荒者：蘇薌雨》。新竹：新竹市政府。
- 蘇明陽、李文卿編，2010，《蘇維熊文集》。臺北：國立臺灣大學出版中心 。
- 王善初，1997，〈蘇薌雨（一九０一至一九八六）〉，《中外雜誌》，期368，頁88-93。
- 張德南，1989，〈蘇薌雨先生事略〉，《大陸雜誌》，卷78期4，頁48。
- 徐世華，1986，〈三十年世態看爛熟 平生萬事付憨痴：懷念心理學大師蘇薌雨教授〉，《自由青年》，期684，頁56-59。
- 李秀美，1989，《臺灣心理學之父─蘇薌雨》，《臺北畫刊》，期394，頁39-40。
- 林振春，1982，〈倡導心理學的教育家─蘇薌雨先生〉，《臺灣教育》，期377，頁62-70。